# Jelena Korban
Jelena Korban (russisch Елена Корбан, engl. Transkription Yelena Korban, geb. Дидиленко – Didilenko; * 20. April 1961) ist eine ehemalige sowjetische Sprinterin, deren Spezialstrecke die 400-Meter-Distanz war.
Ihr größter Einzelerfolg war der Gewinn der Bronzemedaille bei der Universiade 1983.
Mit der sowjetischen Stafette holte sie jeweils Bronze in der 4-mal-400-Meter-Staffel bei den Leichtathletik-Europameisterschaften 1982 in Athen und bei den Leichtathletik-Weltmeisterschaften 1983 in Helsinki.

## Persönliche Bestzeiten
- 400 m: 50,77 s, 27. Juli 1983, Leningrad
  - Halle: 52,20 s, 12. Februar 1983, Moskau